# Rhampholeon bruessoworum
Espèce
Statut de conservation UICN

 CR B1ab(i,ii,iii)+2ab(i,ii,iii) : 
En danger critique
Rhampholeon bruessoworum est une espèce de sauriens de la famille des Chamaeleonidae.

## Répartition
Cette espèce est endémique des provinces de Zambézie et de Nampula au Mozambique. Elle se rencontre dans le massif du mont Inago.

## Étymologie
Cette espèce est nommée en l'honneur de Carl Bruessow et Darren Bruessow.

## Publication originale
- Branch, Bayliss & Tolley, 2014 : Pygmy chameleons of the Rhampholeon platyceps compex (Squamata: Chamaeleonidae): Description of four new species from isolated 'sky islands' of northern Mozambique. Zootaxa, no 3814 (1), p. 1–36.